# Makaracetus bidens
Il makaraceto (Makaracetus bidens) è un cetaceo estinto appartenente agli archeoceti. Visse nell'Eocene medio (Luteziano, circa 45 milioni di anni fa) e i suoi resti fossili sono stati ritrovati in Pakistan.

## Descrizione
Questo animale possedeva un aspetto bizzarro. Il suo cranio, infatti, era completamente diverso da quello dei suoi stretti parenti (i protocetidi), anche se il corpo doveva assomigliare a quello di altri cetacei primitivi. Una combinazione di caratteristiche craniche indica che Makaracetus possedeva una corta proboscide muscolosa, simile a quella di un tapiro. Sulla parte dorsale della premascella erano presenti scanalature nasali larghe e poco profonde, che estendevano il vestibolo nasale alla parte anteriore del rostro. Questi solchi erano accompagnati, sul lato ventrale, da fosse laterali molto profonde, che partivano dalla parte anteriore della mascella e sopra la premascella. Il rostro era ricurvo verso il basso, simile a quello di un dugongo attuale, e possedeva un numero di incisivi ridotto. Grandi forami posti di fronte alle orbite indicano che il rostro era notevolmente irrorato di sangue.

## Classificazione
Makaracetus venne descritto per la prima volta nel 2005, sulla base di fossili ritrovati nella formazione Domanda nel Balochistan (Pakistan). Questo animale è unico tra gli archeoceti nelle sue specializzazioni craniche, comprendenti una proboscide e muscoli facciali ipertrofici. Il nome generico deriva da Makara, un animale della mitologia hindu, mezzo mammifero (spesso raffigurato come un elefante) e mezzo pesce. L'epiteto specifico, bidens, significa "due denti" e si riferisce alla conservazione di solo due incisivi in ogni premascella. Le caratteristiche uniche di Makaracetus condussero gli studiosi a proporre una nuova classificazione della famiglia dei protocetidi, sulla base del grado delle loro specializzazioni acquatiche, e a istituire la sottofamiglia Makaracetinae per il solo Makaracetus.

## Paleoecologia
Nessun animale attuale mostra una simile combinazione di caratteristiche. Il nasale espanso è presente nei tapiri, ma essi non sono animali acquatici. La morfologia dei rostri dei sirenii è simile, ma questi animali sono erbivori, mentre Makaracetus possedeva una dentatura chiaramente da carnivoro. La morfologia del cranio dei trichechi è differente, ma essi sono animali acquatici e usano muscoli facciali e boccali specializzati per nutrirsi di molluschi, i cui fossili sono abbondanti nella formazione Domanda (dove sono stati ritrovati i fossili di Makaracetus). È possibile che i trichechi forniscano il miglior modello ecologico tra gli animali attuali per comprendere il modo di vita di Makaracetus, ma è necessario il ritrovamento di fossili più completi.